# Gool II: Trăirea visului
Gool II: Trăirea visului (titlul original: în engleză Goal II: Living the Dream) este cea de-a doua parte din trilogia fotbalistică Gool!. El a fost lansat pe 9 februarie 2007 în Marea Britanie iar 29 august 2008 în Statele Unite.

## Distribuție
- Kuno Becker în rolul lui Santiago Muñez
- Alessandro Nivola în rolul lui Gavin Harris
- Anna Friel în rolul lui Roz Harmison
- Stephen Dillane în rolul lui Glen Foy
- Rutger Hauer în rolul lui Rudi van der Merwe
- Frances Barber în rolul lui Carol Harmison
- Míriam Colón în rolul lui Mercedes
- Sean Pertwee în rolul lui Barry
- Elizabeth Peña în rolul lui Rosa María
- Leonor Varela în rolul lui Jordana García
- Mike Jefferies în rolul lui Mad Director
- Jorge Jurado în rolul lui Enrique
- Nick Cannon în rolul lui TJ Harper
- Shammi Aulakh în rolul doctorului

### Cameo
Mulți foști și actuali jucători ai lui Real Madrid și-au jucat rolul propriei persoane în film (cameo), la fel ca și președintele dar și președintele de onoare al clubului, și alți jucători de la cluburi adverse:
- David Beckham
- Ronaldo
- Sergio Ramos
- Roberto Carlos
- Ronaldinho
- Robinho
- Zinédine Zidane
- Iván Helguera
- Míchel Salgado
- Thomas Gravesen
- Carles Puyol
- Samuel Eto'o
- Iker Casillas
- Steve McManaman
- Thierry Henry
- Guti
- Mikael Dorsin
- Jens Lehmann
- Cesc Fàbregas
- Raúl González
- Raúl Bravo
- Robert Pirès
- Arsène Wenger
- Freddie Ljungberg
- Roberto Soldado
- Vicente Rodríguez
- Lionel Messi
- Víctor Valdés
- Florentino Pérez
- Juninho Pernambucano
- Rivaldo
- Mahamadou Diarra
- Ansh Kachhara

## Muzică
- "Ave Maria" - Barbara Bonney
- "Bright Idea" - Orson
- "I Like the Way (You Move)" - BodyRockers
- "I See Girls (Crazy)" (Tom Neville Remix) - Studio B
- "Friday Friday" - Boy Kill Boy
- "Letting the Cables Sleep" - Bush
- "Turning Japanese" - The Vapors
- "Denial"-Stereo Black
- "No Tomorrow" - Orson
- "La Camisa Negra" - Juanes
- "Feeling a Moment" - Feeder
- "E246" - Coco & Puttnam
- "Toe the Line" - Trademark
- "Push the Button" - Sugababes
- "Here Without You" - 3 Doors Down
- "Nothing" - 'A'
- "DESTINATION" - Year Long Disaster
- "Cógelo" - Muchachito Bombo Infierno
- "DAMNTIA"-My Soul Is Gone
- "Rihanna"-Umbrella
- "Super Junior"-Sorry Sorry